# Sites de dolmens de Gochang, Hwasun et Ganghwa
Les sites de dolmens de Gochang, Hwasun et Ganghwa abritent des centaines de dolmens utilisés comme monuments funéraires durant le Ier millénaire av. J.-C., quand la culture mégalithique dominait dans la péninsule coréenne. Ils sont inscrits sur la liste du Patrimoine mondial de l'UNESCO depuis 2000. La Corée possède près de 40 % des dolmens du monde, dont la plus grande partie sont concentrés sur ces trois sites.

## Contexte
Les dolmens d'Asie sont généralement divisés en deux types : le type « table / septentrional » et le type « jeu de Go / méridional ». Les premiers sont faits de quatre pierres comme « murs » d'une boite, avec une cinquième comme couverture reposant sur ces murs, et les seconds sont caractérisés par une inhumation sous terre, recouverte avec les pierres de support et le monolithe de couverture.

## Vestiges archéologiques
Ces mégalithes marquent les tombes de l'élite dirigeante de l'époque. Des fouilles archéologiques entamées en 1965 ont trouvé sous les dolmens de la poterie, de la joaillerie en forme de virgule (en japonais magatama), des objets en bronze, des outils en pierre et d'autres artéfacts funéraires.
Les traces laissées sur les mégalithes montrent comment la pierre était extraite, transportée et utilisée pour construire les dolmens.

## Datation
Faute d'ossements ou de débris organiques pouvant être liés à leur construction, les dolmens les plus anciens de Corée n'ont pas pu être datés par le carbone 14. Les dolmens les plus récents datent de l'Âge du bronze coréen.

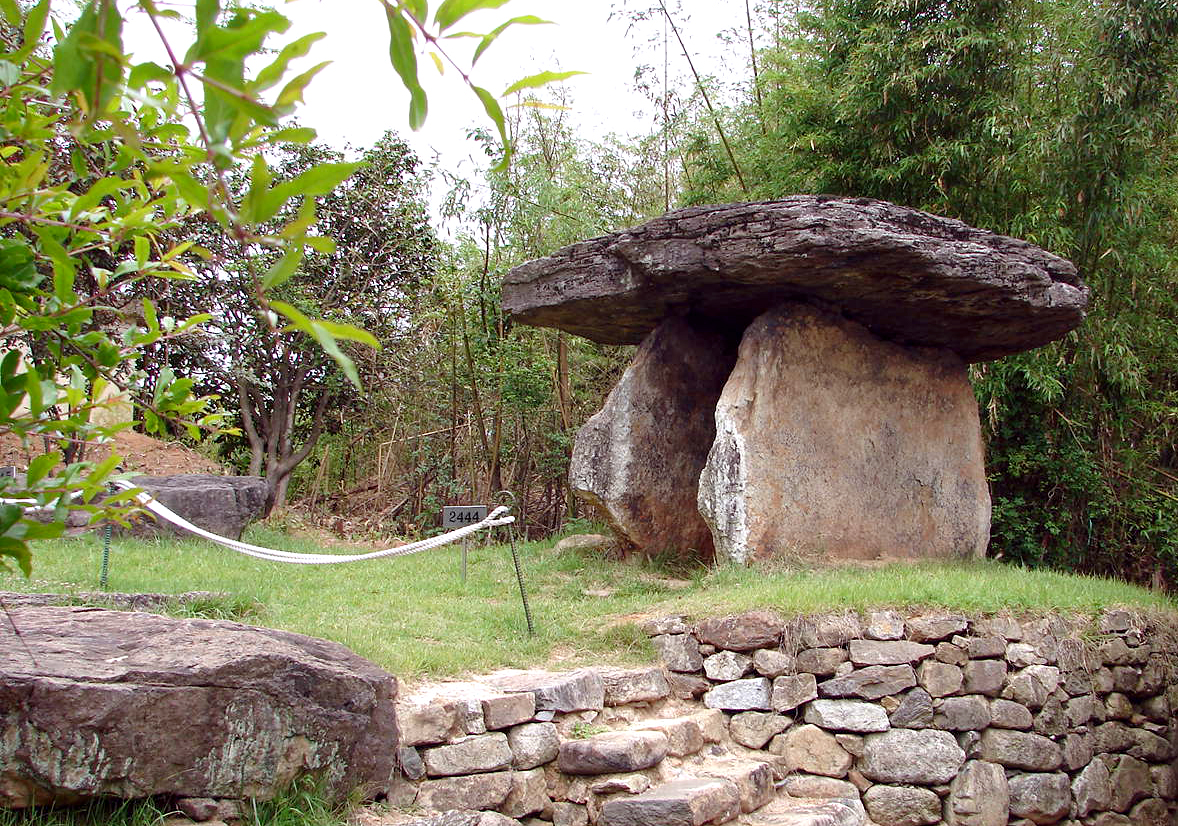
Un dolmen de Gochang

## Description

### Site de Gochang
Ce groupe de dolmens - sur le site de Jungnim-ri - est le plus grand et le plus varié. Les dolmens sont situés au village de Maesan, dans le district de Gochang, dans la province du Jeolla du Nord. Ils ont été construits d'est en ouest, devant une série de collines, à une altitude de 15 à 50 mètres. Les dalles de couverture mesurent, dans leur plus grande dimension, entre 1 et 5,8 mètres et peuvent peser de 10 à 30 tonnes. On a documenté et classé 442 dolmens d'après la taille des dalles de couverture. On suppose que ce groupe a été construit autour du VIIe siècle av. J.-C., mais cette estimation repose sur l'hypothèse que les mégalithes ont commencé en Europe de l'Ouest pour atteindre plus tard l’Asie de l'Est. Cette hypothèse ne fait pas consensus.

### Site de Hwasun
Ces dolmens sont aussi implantés au flanc de collines, le long du fleuve Jiseokgang, dans le district de Hwasun, dans la province du Jeolla du Sud. Le groupe « Hyosan-ri » contient 158 dolmens, et le groupe « Dasin-ri » 129. Ces dolmens sont moins bien préservés que ceux du site de Gochang, mais la carrière d'où on avait extrait la pierre a été localisée.

### Site de Kanghwa
Ces dolmens sont situés sur l'ile de Kanghwa, au flanc de montagnes, et sont donc à une altitude un peu plus élevée que les précédents. On les suppose plus anciens, parce que les sites de « Bungun-ri » et « Gocheon-ri » ressemblent aux dolmens les plus anciens, mais ceci n'a pas été prouvé.
La plus grande dalle de pierre de Corée du Sud se trouve à Kanghwa ; elle mesure 2,6 × 7,1 × 5,5 mètres,.

## Protection
Cet ensemble a été inscrit au Patrimoine mondial par l'UNESCO en 2000.